# Elmira Free Academy
L'Elmira Free Academy devenue Ernie Davis Academy est un lycée d'Elmira aux États-Unis. 
L'Elmira Free Academy a fusionné avec Southside High School pour devenir Elmira High School en septembre 2014. L'Ernie Davis Academy qui occupe l'ancien bâtiment de l'Elmira Free Academy, compte 855 élèves de la 7e à la 8e année avec un ratio élèves-enseignant de 13 contre 1.

## Anciens élèves
- Ross Gilmore Marvin (1899)
- Hal Roach (1908)
- Ernie Davis (1958)
- Tommy Hilfiger (1969)
- Eileen Collins (1974)